# Sandtorpark
Der Sandtorpark ist eine kleine Parkanlage im Quartier Am Sandtorpark/Grasbrook im Stadtteil HafenCity im Bezirk Hamburg-Mitte. Die heutige Parkfläche war bis in die 1960er-Jahre Bestandteil des namensgebenden Sandtorhafens. Der Sandtorpark ist der erste neu angelegte Park in der HafenCity und wurde im April 2011 feierlich eröffnet. Mit einer Fläche von ca. 6000 Quadratmetern ist er der kleinste Park in der HafenCity, eingerahmt von den Neubauten umliegender Unternehmen, der Katharinenschule und angrenzender Kindertagesstätte. Architektonisches Wahrzeichen ist der 13 Stockwerke hohe Ellipsenturm direkt am Park. Verantwortlich für die Gestaltung des Parks war das Architektenbüro EMBT Arquitectes Associats aus Barcelona.

## Geschichte

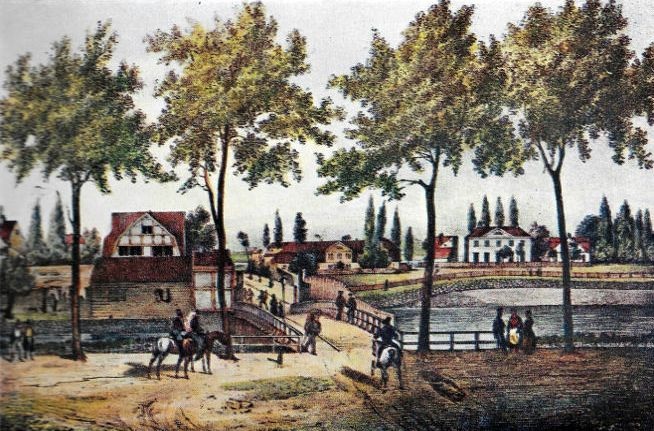
Das namengebende Sandtor um 1850

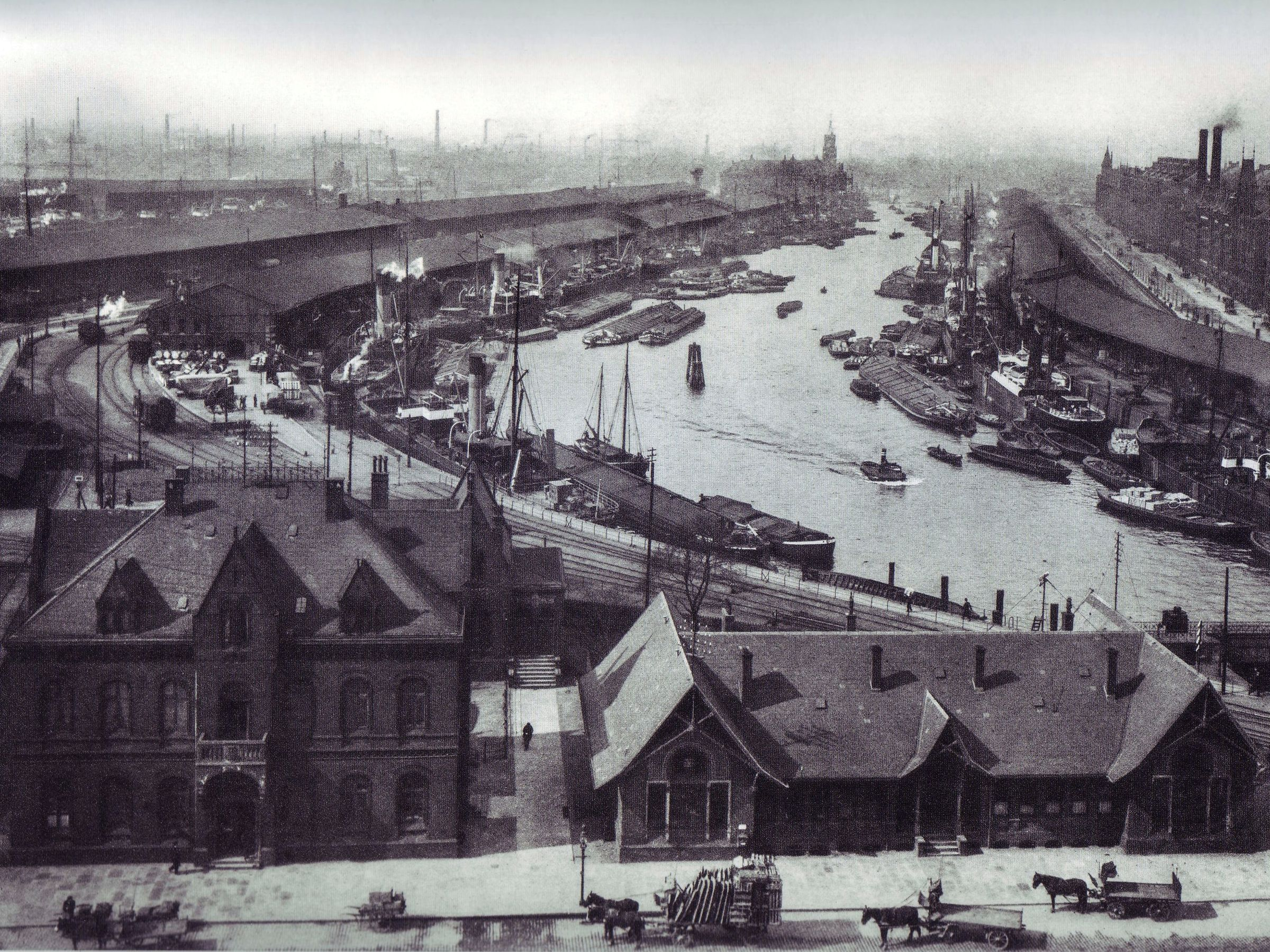
Sandtorhafen um 1900, Ansicht von Osten, im Hintergrund der Kaispeicher A

Der Name des Sandtorparks erinnert an ein früheres Hamburger Stadttor, das die Hamburger Altstadt mit der vorgelagerten Elbinsel Grasbrook verband. Ab 1866 wurde hier der Sandtorhafen erbaut, das erste moderne Hafenbecken, in dem große Seeschiffe anlegen und direkt entladen werden konnten, ohne zuvor auf Schuten umgeladen zu werden. Das Hafenbecken war etwa 500 Meter länger als heute und über eine Schleuse mit dem östlich benachbarten Brooktorhafen verbunden.
In den 1960er-Jahren verfüllte man von Osten her einen Teil des Beckens, um auf der so gewonnenen Landfläche eine Roll-on-Roll-off-Anlage zu errichten. In den 1980er-Jahren siedelte sich hier eine Kaffee-Lagerei an und baute zwei große Lagerhallen und ein Doppelsilo für Rohkaffee. Die Kaffee-Lagerei bekam einen anderen Standort, das Silo und die Lagerhallen wurden abgerissen und die Neubebauung des Quartiers begann. Die Kaffee-Lagerei N.H.L. Hinsch & Cons. GmbH & Co. (Kala) gehört zur Neumann-Kaffee-Gruppe, die hier ihr Hamburger Verwaltungsgebäude mit zugehörigem Kaffeekompetenzzentrum in Form der Coffee-Plaza errichtete und somit 2010 an ihren alten Standort zurückkehrte.
Der Sandtorpark war seinerseits namensgebend für den nördlichen Teil des zwischen 2003 und 2018 entstandenen Quartiers Am Sandtorpark/Grasbrook. Das Quartier ist das zweite vollständig bebaute und abgeschlossene Projekt des aus insgesamt zehn Quartieren bestehenden Gesamtprojekts HafenCity.

## Lage

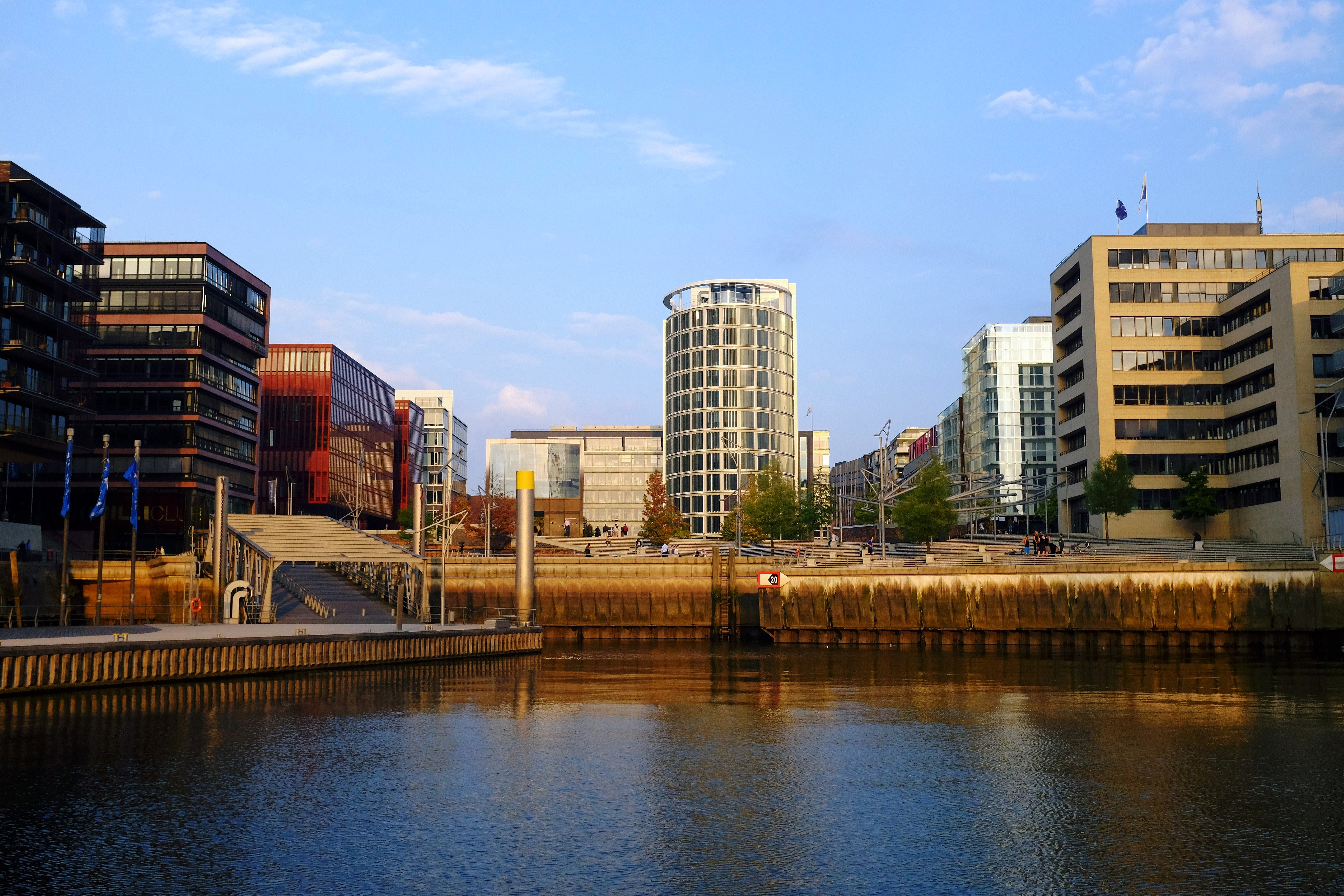
Früher war die Fläche Hafenbecken, heute befinden sich dort die Magellan-Terrassen und dahinter schließt sich der Sandtorpark an.

Der Sandtorpark befindet sich zwischen der Straße Großer Grasbrook gegenüber den Magellan-Terrassen im Westen und der Coffee-Plaza im Osten, den neuen Gebäuden des Amerikazentrums Hamburg e. V. und dem Projekt Skai mit auffälliger Kupfer-Fassade im Norden sowie der Katharinenschule im Süden. Auffälligstes Gebäude ist der runde und 13 Stockwerke hohe Ellipsenturm, Teil der Coffee-Plaza und mit einem Restaurant im Erdgeschoss direkt am Park. Rund um den Park befinden sich ausschließlich Fußwege, einzige Verkehrsstraße ist die Straße Großer Grasbrook im Westen zwischen dem Sandtorpark und den Magellan-Terrassen.

## Gestaltung
Die Magellan-Terrassen, die bereits 2005 eröffnet wurden, stammen ebenso wie der Park vom Architektenbüro Miralles Tagliabue EMBT aus Barcelona und sind das Verbindungsstück zwischen dem Sandtorpark und dem übrig gebliebenen Hafenbecken des Sandtorhafens, in dem sich heute der Traditions- und Museumshafen befindet. Der Park und auch die Terrassen befinden sich auf ehemaliger Wasserfläche des Hafenbeckens; in der Gestaltung wurde deshalb großer Wert auf den maritimen Bezug zum Hafenbecken gelegt. Die Gestaltung des Parks passt sich den Magellan-Terrassen an und setzt sich im Park fort. In einer hügeligen Rasen-Landschaft, die in ihrer Form ein wenig an Wellen erinnert, wurden steinerne Sitzflächen teilweise mit Holzauflagen platziert, wie sie auch schon für die Terrassen verwendet wurden. Die Bänke sind symmetrisch auf unterschiedlichen Ebenen angeordnet und auch die Gehwege rund um den Park sind den Magellan-Terrassen angepasst. Auf den Rasenflächen befinden sich einige Stufen, um bei nassem Wetter auf den Hügeln nicht auszurutschen, dazwischen einige Bäume. Einen Spielplatz gibt es nicht, der Park ist eher zum Sitzen, Spazieren und als Liegefläche konzipiert. Für Kinder gibt es zwei Sandkästen in Form von Holzbooten. Vom Westende des Parks blickt man direkt auf die Magellan-Terrassen, auf denen im Sommer an bestimmten Tagen Veranstaltungen stattfinden, und auf den Sandtorhafen, der heute als Traditionsschiffhafen der Stiftung Hamburg Maritim fungiert. Östlich wird der Sandtorpark von der Coffee-Plaza begrenzt, hier befindet sich das Verwaltungszentrum der Neumann-Gruppe mit dem Ellipsenturm und zwei weiteren Gebäuden, die von diversen Firmen im Bereich des Kaffeehandels genutzt werden. Auf dem Gehweg direkt am Park befindet sich die fünf Meter hohe Skulptur einer Kaffeebohne, sie stammt von der österreichischen Bildhauerin Lotte Ranft und wurde von der Neumann-Kaffee-Gruppe gestiftet und setzt dem Kaffee – einer der wichtigsten Handelswaren in der Speicherstadt – ein Denkmal.

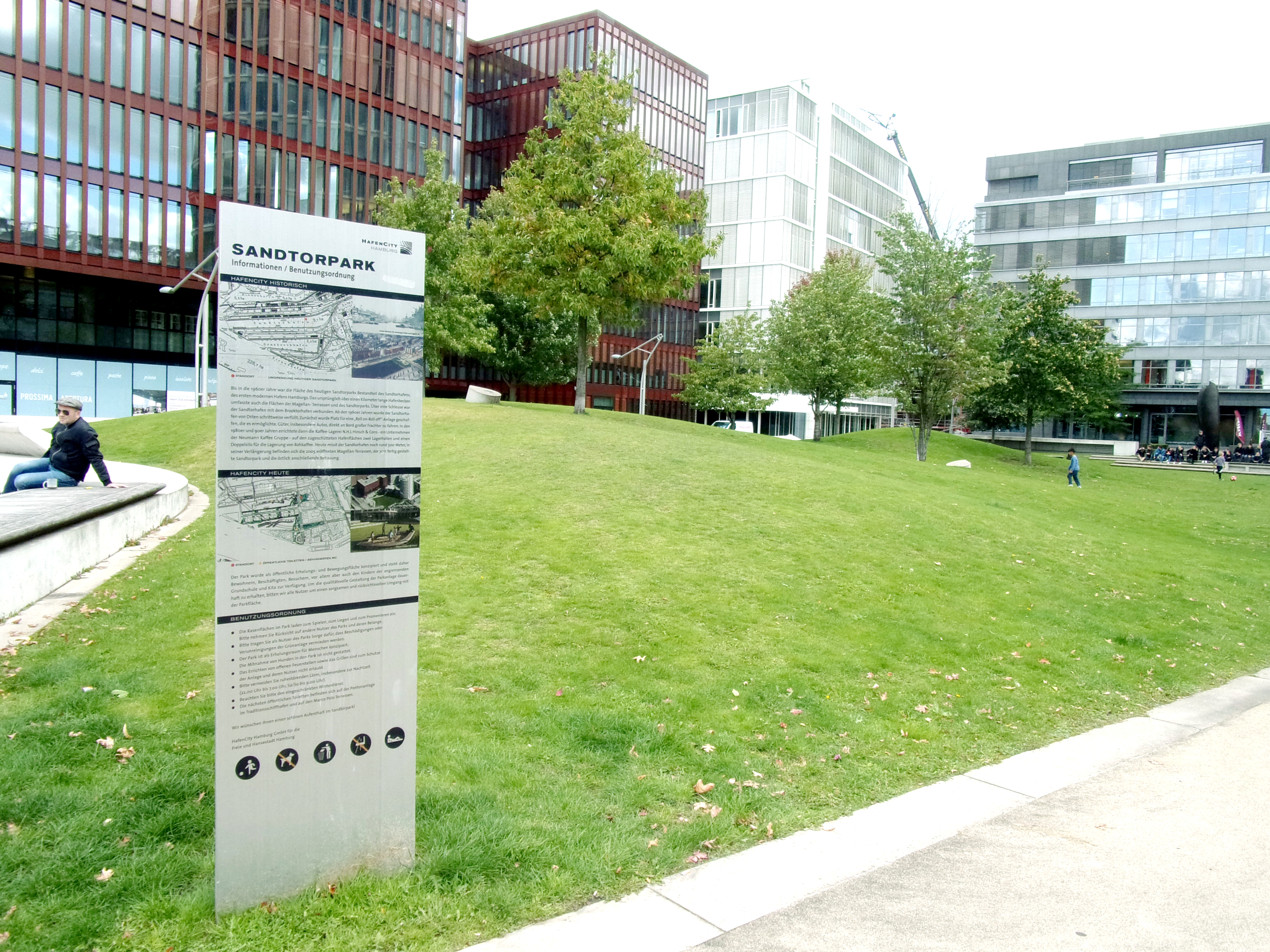
Historisches zum Park auf der Tafel, dahinter die Neubauten auf der Nordseite
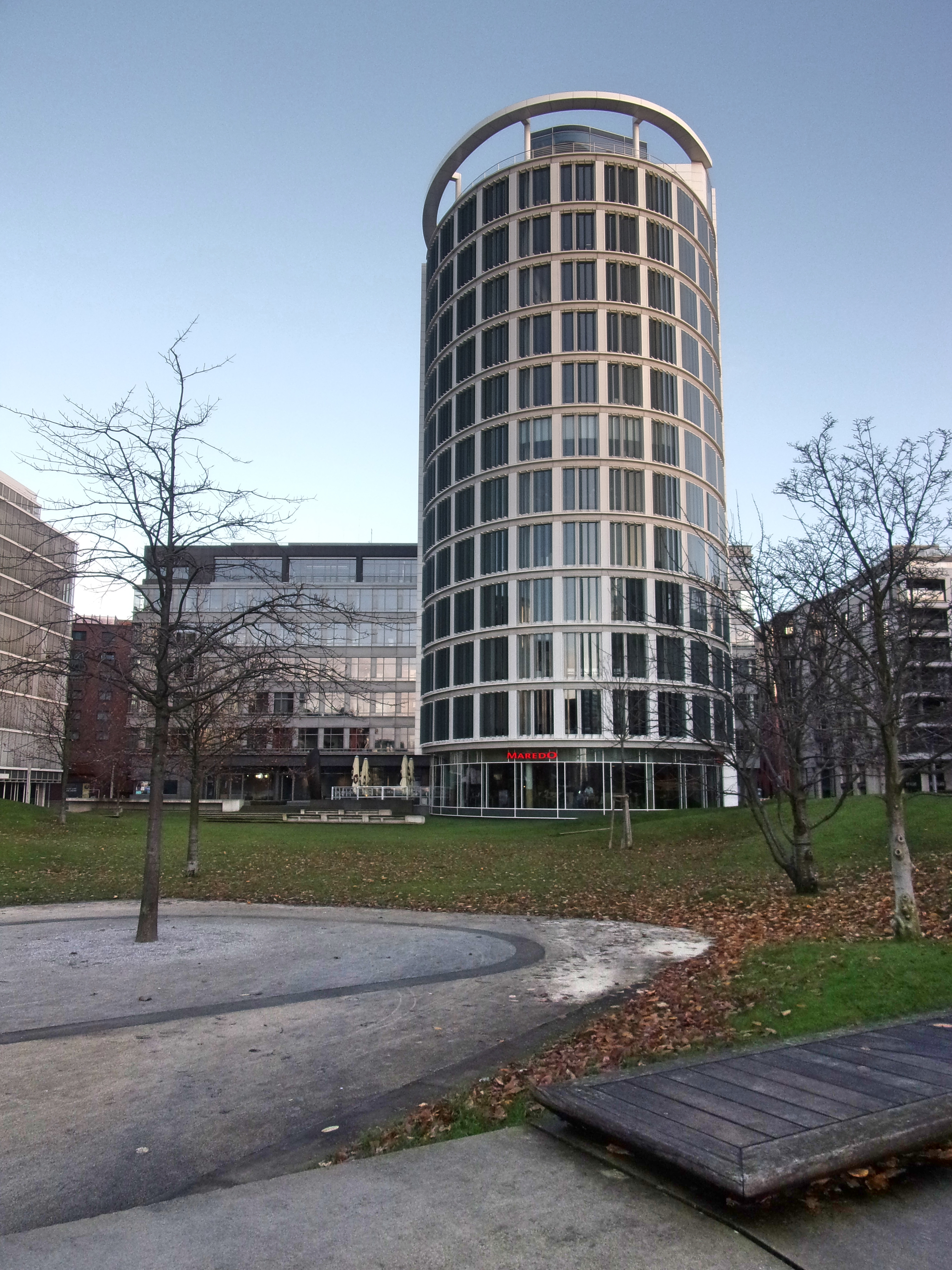
Architektonisches Wahrzeichen des Sandtorparks
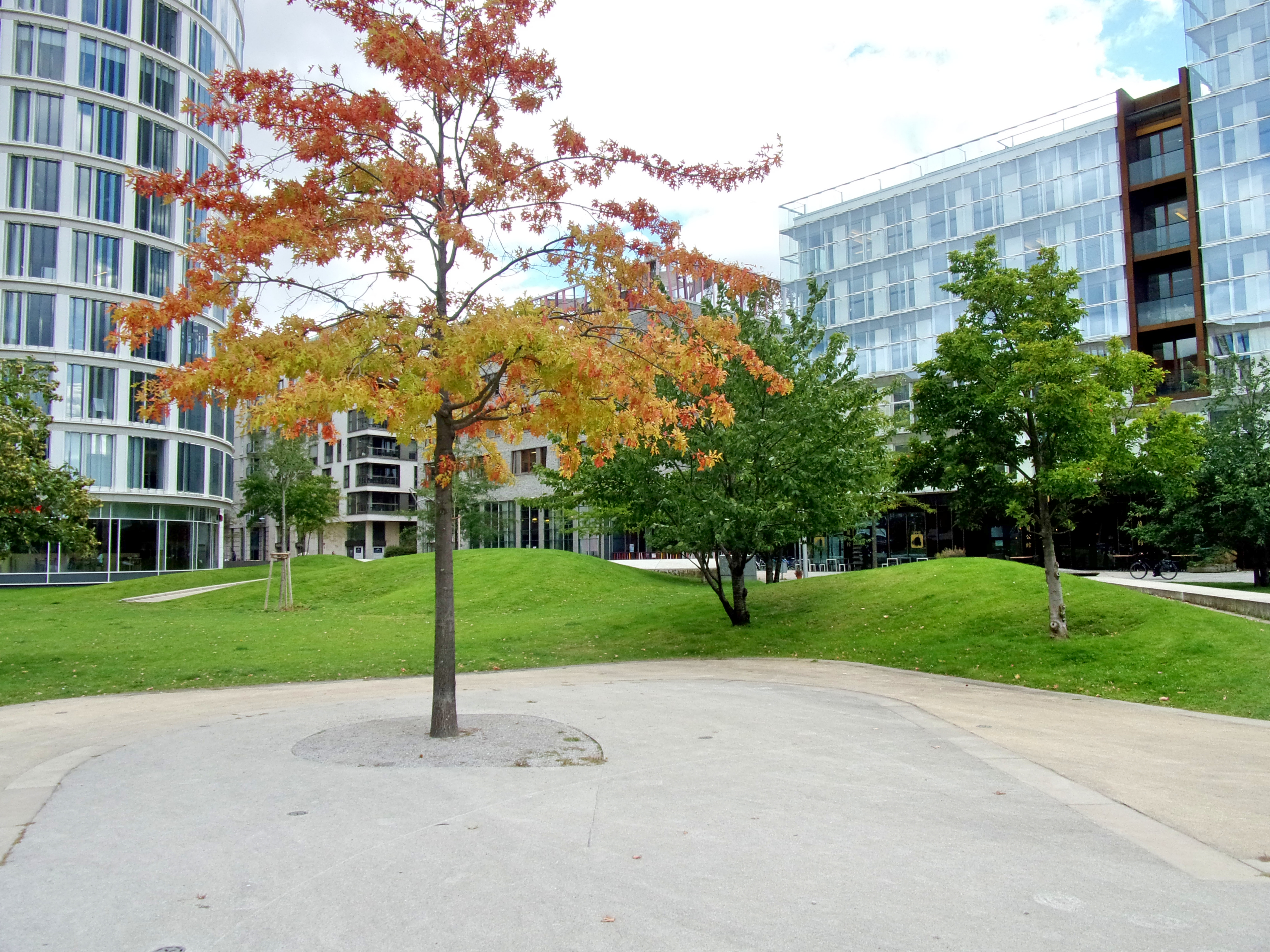
Junge Bäume in hügeliger Landschaft
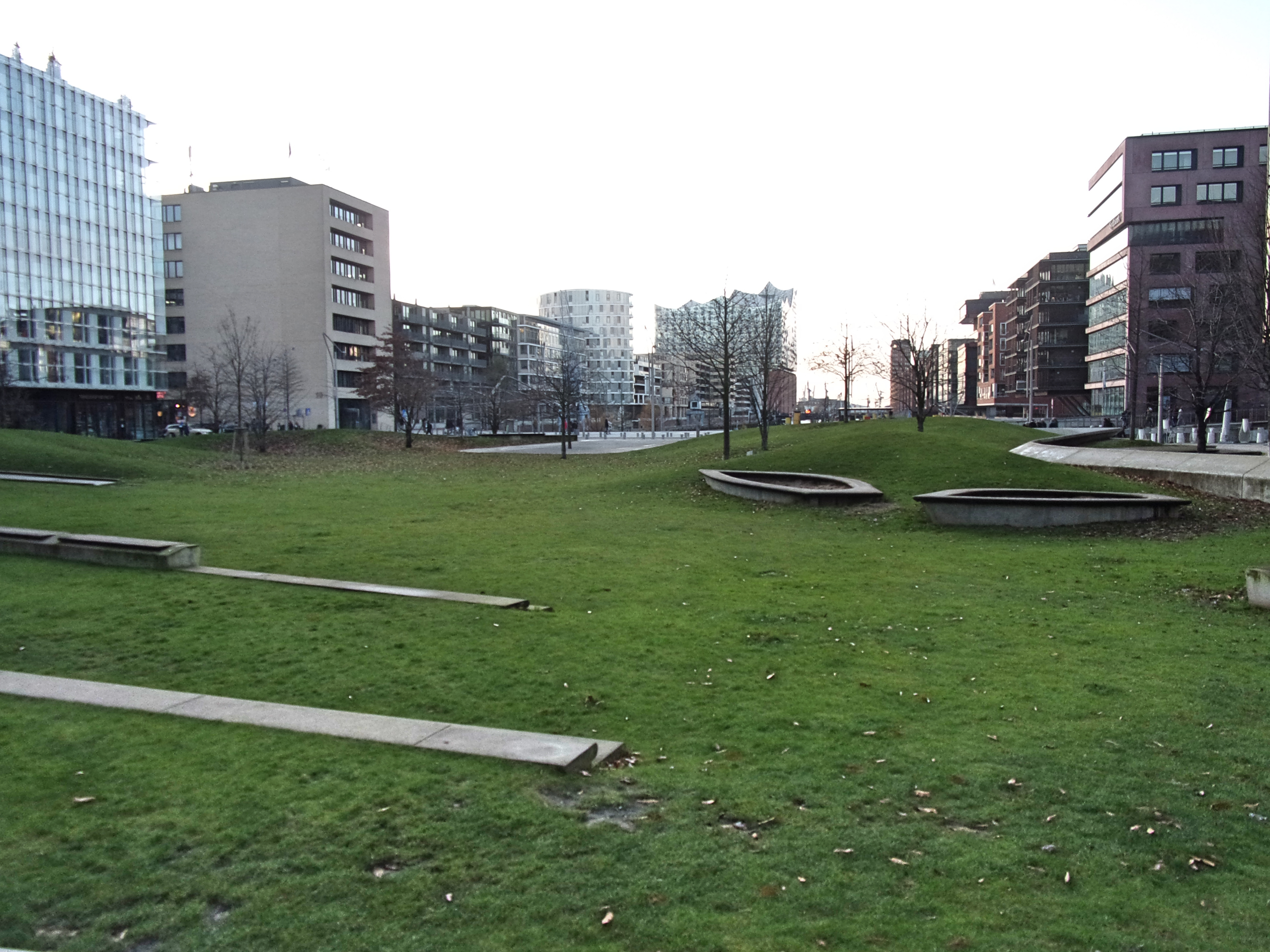
Sandkästen in Bootsform und Stufen auf dem Rasen
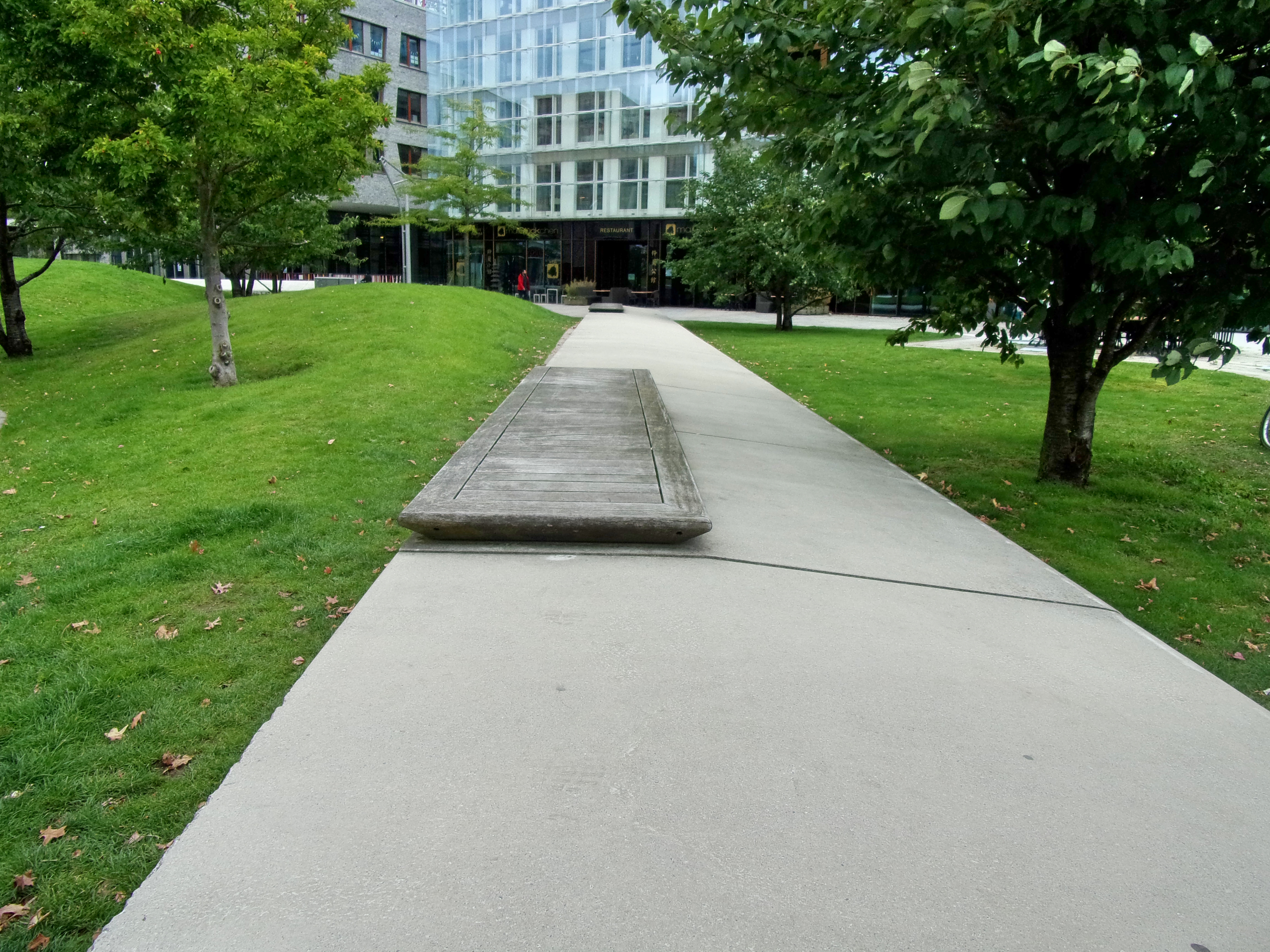
Weg und gleichzeitig Sitzplatz
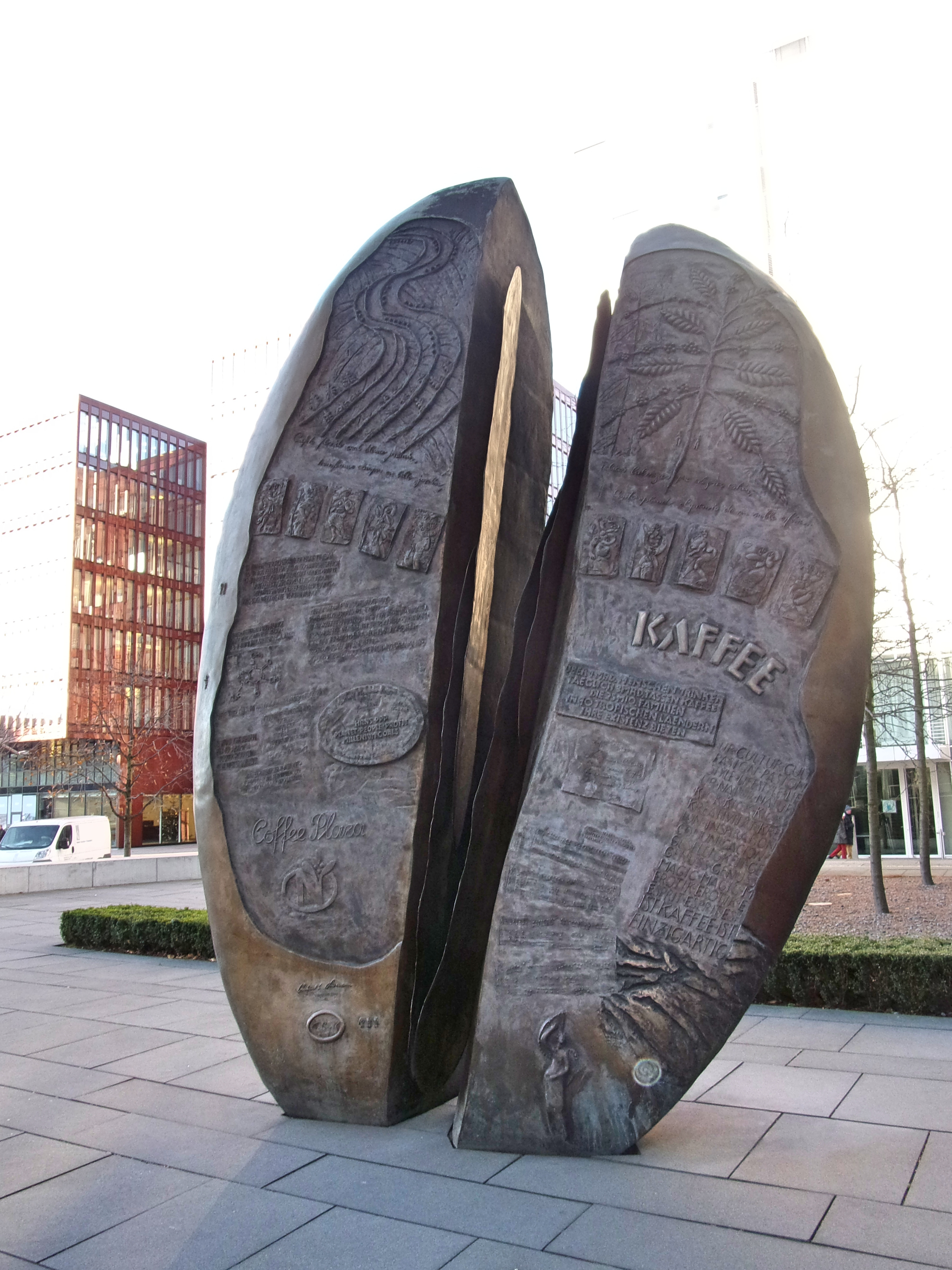
Die Bronze „Große Kaffeebohne“ von Lotte Ranft erzählt die Geschichte des Kaffees

## Öffentlicher Nahverkehr
- Wenige Gehminuten vom U-Bahnhof Überseequartier entfernt
- Buslinie 111, Haltestelle Magellan-Terrassen

## Sonstiges
Hunde sind im Sandtorpark nicht erlaubt, ebenso das Grillen. Öffentliche Toiletten befinden sich auf der Pontonanlage im Sandtorhafen.